# Fa av Xia
Fa (发; 發; Fā) var den sextonde kungen under den kinesiska Xiadynastin. Hans regenttid uppskattas ha varat från 1561 till 1555 f.Kr.
Fa blev regent i året YiYou (乙酉) efter att hans far Gao av Xia avlidit. Under hans sjunde år som regent inträffade jordbävningen i Taishan. Jordbävningen nämndes kort i Bambuannalerna. Samma år avled kung Fa. Efter sin död efterträddes kung Fa av sin son Lu Gui, (Jie av Xia).
Kung Fas biografi återfinns i de historiska krönikorna Shiji och Bambuannalerna. Enligt David S. Nivison var kung Fa och kung Jie samma person.